# Peneleh
Peneleh is een bestuurslaag in het regentschap Soerabaja van de provincie Oost-Java, Indonesië. Peneleh telt 11.051 inwoners (volkstelling 2010).